# 瓜蘭達 (蘇克雷省)
瓜蘭達是哥倫比亞的城鎮，位於該國北部，由蘇克雷省負責管轄，始建於1872年，面積354平方公里，海拔高度112米，主要經濟活動有貿易業和漁業，2005年人口15,080。

## 外部連結
- （西班牙文） Gobernacion de Sucre - Guaranda
- （西班牙文） Guaranda official website （页面存档备份，存于）

8°28′N 75°32′W / 8.467°N 75.533°W